# Kamijašiki Macudaira Tadamasa
Kamijašiki Matsudaira Tadamasa (japonsko 松平忠昌の上屋敷, latinizirano: Macudaira Tadamasa no kamijašiki) je bil velik stanovanjski kompleks zunaj gradu Edo v 17. stoletju na Japonskem.

## Zgodovina
Macudaira Tadamasa (1597–1645) je bil daimjo domene Fukui in vnuk Tokugave Iejasuja. Njegovo »zgornje prebivališče« ali glavno prebivališče (上屋敷 kamijašiki) je bilo pred vrati Ōtemon gradu Edo v današnjem mestu Ōtemači v Tokiu. V obdobju Edo je bil kamijašiki glavna rezidenca daimjōja in je služil kot njegovo primarno prebivališče ter rezidenca njegove uradne žene in dediča, kot tudi večine njegovega spremstva, medtem ko je bival v Edu na sankin-kōtai (参勤交代/参勤交替, »nadomestna prisotnost«). To je bil tudi kraj, kjer je opravljal vsakodnevne zadeve domene, medtem ko je bil v Edu. Večina domen je imela »nižje« ali manjše bivališče ali zatočišče, imenovano šimojašiki (下屋敷), običajno na obrobju Eda, ki je služilo tudi kot zatočišče, če bi bilo glavno bivališče uničeno v enem od številnih požarov, ki so prizadeli mesto. Nekatere domene so imele tudi drugo rezervno rezidenco v Edu, znano kot nakajašiki (中屋敷), ki je bila na neki vmesni razdalji, kjer je pogosto živela mlajša generacija, ki je nasledila gospostvo, ali upokojeni nekdanji gospodar.
Ta rezidenca Macudaira Tadamasa je bila veličastna stavba v slogu Momojama, zgrajena na veliki parceli. Leta 1657 pa je med katastrofalnim velikim požarom Meireki ta dvorec pogorel do tal. Od takrat tako luksuznih rezidenc niso več gradili.

## Arhitektura
Dvorec je sestavljala glavna stavba z dvema velikima strehama, zgrajena iz lesa kriptomerije. Rezidenca je bila visoka le eno nadstropje v značilnem slogu šoin, z velikimi strehami za prezračevanje. Poleg glavne rezidence so bile še druge manjše stavbe za služabnike in številni vrtovi z drevesi. Kompleks je bil zaščiten z visokimi, pobeljenimi zidovi z dvonadstropnimi stražnimi stolpi na vsakem vogalu. Glavni dostop v rezidenco je bil skozi dvoje velikih vrat, zadaj pa so bila manjša vrata za služabnike. Ena široka vrata so bila blizu daidokoroja, ki je bil v glavnem delu rezidence, medtem ko so bila druga vrata običajno rezervirana le za visoke obiskovalce, kot je sam šogun. Vrata za šoguna so bila monumentalnih proporcev, črno pobarvana z zlatimi okraski, z dvema naslikanima feniksoma zgoraj. Ukrivljena streha s simbolom klana Macudaira zgoraj je dodala občutek pomembnosti. Ob treh straneh graščine je potekal majhen jarek.
Postavitev in videz sta bila značilna za rezidence daimjo na območju Ōtemači zunaj gradu Edo, kot je razvidno iz upodobitve na sodobnih zaslonih Edo-zu bjōbu iz 17. stoletja.
Maketa v merilu 1/30 v muzeju Edo-Tokio je bila reproducirana predvsem na podlagi treh virov: ilustracij v Ijo-dono jašiki saši-zu (»Ilustracije dvorca guvernerja Ijo«), ki je v lasti družinskega arhiva Ikeda na Univerzi Okajama, Edo-zu bjōbu (»Zasloni Eda«) v zbirki Narodnega muzeja japonske zgodovine in Kōra Kōnen oboegaki (»Memorandum Kōra Kōnen«) v Tokijski metropolitanski knjižnici. Nekatere manjše strukture so bile v modelu izpuščene, da bi poudarili glavne stavbe zadaj. Manjše stavbe so vključevale prostore za služabnike, skladišča, hleve itd., njihov položaj pa označuje bež tloris na beli podlagi.